# Kostusovke
Kostusovke (lat. Costaceae), biljna porodica u redu đumbirolike koja ime dobiva po rodu kar ili kostus (Costus), trajnicama i polugrmovima, a uz nju pripadaju joj još nekoliko rodova
Kostusovke su raširene u tropskim krajevima Amerike, Afrike, Azije i sjeveroistoku Australije.

## Rodovi
1. Monocostus K. Schum.  (1 sp.)
2. Dimerocostus Kuntze (3 spp.)
3. Chamaecostus C. D. Specht & D. W. Stev.  (9 spp.)
4. Tapeinochilos Miq.  (16 spp.)
5. Parahellenia N. H. Xia, Juan Chen, L. Y. Zeng & S. Jin Zeng (8 spp.)
6. Hellenia Retz. (7 spp.)
7. Paracostus C. D. Specht (2 spp.)
8. Costus L.  (114 spp.)